# Draxini, Botoșani
Draxini este un sat în comuna Bălușeni din județul Botoșani, Moldova, România.